# Ulbølle
Ulbølle är en tätort i Svendborgs kommun i Region Syddanmark i Danmark. Tätorten har 584 invånare (2024). Den ligger på Fyn, cirka 12 kilometer väster om Svendborg.